# Irina Kormyszewa
Irina Kormyszewa (ros. Ирина Кормышева, ur. 22 lipca 1976) – kazachska narciarka dowolna. Najlepszy wynik na mistrzostwach świata osiągnęła podczas mistrzostw w Whistler, gdzie zajęła 17. miejsce w jeździe po muldach podwójnych. Jej najlepszym wynikiem olimpijskim jest 26. miejsce w  jeździe po muldach na igrzyskach olimpijskich w Nagano. Najlepsze wyniki w Pucharze Świata osiągnęła w sezonie 2000/2001, kiedy to zajęła 67. miejsce w klasyfikacji generalnej, a w klasyfikacjach jazdy po muldach była 37.

## Sukcesy

### Igrzyska olimpijskie
| Miejsce | Dzień     | Rok  | Miejscowość | Konkurencja      | Zwycięzca  |
| ------- | --------- | ---- | ----------- | ---------------- | ---------- |
| DNF     | 11 lutego | 1998 | Nagano      | Jazda po muldach | Tae Satoya |

### Mistrzostwa Świata
| Miejsce | Dzień       | Rok  | Miejscowość | Konkurencja                 | Zwycięzca |
| ------- | ----------- | ---- | ----------- | --------------------------- | --------- |
| 20.     | 19 stycznia | 2001 | Whistler    | Jazda po muldach            | Kari Traa |
| 17.     | 21 stycznia | 2001 | Whistler    | Jazda po muldach podwójnych | Kari Traa |

### Puchar Świata

#### Miejsca w klasyfikacji generalnej
- 1997/1998 – 111.
- 2000/2001 – 67.
- 2002/2003 – 74.

#### Miejsca na podium w zawodach
Irina Kormyszewa nie zajęła miejsca na podium w zawodach Pucharu Świata w trakcie całej swojej kariery sportowej.